# Unité urbaine de Maîche
L'unité urbaine de Maîche est une unité urbaine française centrée sur la ville de Maîche dans le département du Doubs et la région Bourgogne-Franche-Comté. Elle est intégrée à l'aire d'attraction de Maîche. 

## Données globales
En 2020, selon l'Insee, l'unité urbaine de Maîche est composée de deux communes, situées dans le département du Doubs et l'arrondissement de Montbéliard.
En 2020, avec 4 450 habitants, elle constitue la onzième agglomération la plus peuplée du département du Doubs.

## Délimitation de l'unité urbaine de 2020
L'Insee a procédé à une révision de la délimitation de l'unité urbaine de Maîche en 2020 qui est ainsi composée de deux communes urbaines.
| Commune           | Superficie | Population | Densité de population |
| ----------------- | ---------- | ---------- | --------------------- |
| Maîche            | 17,42 km²  | 4 259 hab. | 244 hab/km²           |
| Mancenans-Lizerne | 6,09 km²   | 191 hab.   | 31 hab/km²            |
| Unité urbaine     | 23,51 km²  | 4 450 hab. | 189 hab/km²           |

## Évolution démographique
| 1968  | 1975  | 1982  | 1990  | 1999  | 2010  | 2020  | 2022  |
| ----- | ----- | ----- | ----- | ----- | ----- | ----- | ----- |
| 3 812 | 4 477 | 4 347 | 4 299 | 4 130 | 4 540 | 4 450 | 4 410 |

|   | Commune           | Population (2022) | Variation annuelle 2020-2022 | Population (2020) | Variation annuelle 2010-2020 | Population (2010) | Variation annuelle 1999-2010 | Population (1999) | Variation annuelle 1990-1999 | Population (1990) |
| - | ----------------- | ----------------- | ---------------------------- | ----------------- | ---------------------------- | ----------------- | ---------------------------- | ----------------- | ---------------------------- | ----------------- |
| 1 | Maîche            | 4 226             | - 0,39 %                     | 4 259             | - 0,22 %                     | 4 355             | 0,86 %                       | 3 978             | - 0,51 %                     | 4 168             |
| 2 | Mancenans-Lizerne | 184               | - 1,83 %                     | 191               | 0,32 %                       | 185               | 1,97 %                       | 152               | 1,78 %                       | 131               |